# Voodoo Soup
Voodoo Soup è un album compilation postumo di Jimi Hendrix pubblicato l'11 aprile 1995 dalla MCA Records.
Voodoo Soup è ormai fuori catalogo da tempo per decisione della famiglia di Hendrix che è entrata in possesso dei diritti di pubblicazione del materiale di Jimi, ed è stato soppiantato da First Rays of the New Rising Sun.

## Il disco
Il progetto venne curato personalmente dal produttore Alan Douglas, responsabile anche dei precedenti album Midnight Lightning e Crash Landing pubblicati negli anni settanta. L'album è costituito da una miscellanea di registrazioni incomplete di quelli che sarebbero dovuti essere i brani che probabilmente Hendrix avrebbe incluso nel suo prossimo album mai completato a causa della sua morte. Douglas è una figura molto controversa tra i fan di Hendrix, per l'aver portato in studio musicisti che non avevano mai lavorato con Hendrix al fine di effettuare sovraincisioni e rimaneggiamenti delle canzoni non finite. Anche questa uscita non fece eccezione, e Douglas convocò il batterista Bruce Gary dei The Knack per sovraincidere delle nuove parti di batteria su due delle tracce originali: Room Full of Mirrors e Stepping Stone. La maggior parte dei brani presenti nella raccolta erano stati già pubblicati in precedenza su altri dischi. Un estratto dello strumentale The New Rising Sun pubblicato con questo titolo su Voodoo Soup, proviene dal brano Captain Coconut presente sull'album Crash Landing, pubblicato originariamente nel 1975. La versione di Peace In Mississippi inclusa nel disco è la versione originale genuina della canzone, come l'avevano registrata Hendrix, Mitch Mitchell e Noel Redding nel 1968, e non quella inclusa in Crash Landing, nella quale i contributi strumentali di Mitchell e Redding erano stati rimpiazzati da quelli di altri musicisti di studio nel 1975. In aggiunta, la versione presente in Voodoo Soup è circa di un minuto più lunga.
Anche se l'album venne malamente accolto da gran parte della critica e dei fan a causa delle sovraincisioni effettuate sul materiale originale, e ometta diversi brani importanti come Dolly Dagger e Izabella, lo scrittore Charles Shaar Murray, autore dell'acclamato libro Crosstown Traffic: Jimi Hendrix and Post-War Pop, lodò Voodoo Soup affermando che il disco poteva ambire ad entrare nel "pantheon dei capolavori di Hendrix".
Il disegno di copertina è opera del celebre fumettista francese Moebius.

## Tracce
Tutti i brani sono opera di Jimi Hendrix.
1. The New Rising Sun - 3:21 (previously unreleased)
2. Belly Button Window - 3:34 (da The Cry of Love)
3. Stepping Stone - 4:07 (da War Heroes)
4. Freedom - 3:25 (da The Cry of Love)
5. Angel - 4:18 (da The Cry of Love)
6. Room Full of Mirrors - 3:09 (da Rainbow Bridge)
7. Midnight - 6:01 (da War Heroes)
8. Night Bird Flying - 3:46 (da The Cry of Love)
9. Drifting - 3:52 (da The Cry of Love)
10. Ezy Ryder - 4:08 (da The Cry of Love)
11. Pali Gap - 4:42 (da Rainbow Bridge)
12. Message to Love - 3:33 (da Crash Landing)
13. Peace in Mississippi - 5:22 (da Crash Landing)
14. In From the Storm - 3:39 (da The Cry of Love)

- Tracce 2-6, 8, 9 e 10 ripubblicate in First Rays of the New Rising Sun
- Tracce 7, 11, 12 e 14 ripubblicate in South Saturn Delta

## Crediti
- Jimi Hendrix – voce, chitarra, pianoforte
- Billy Cox - basso, coro
- Mitch Mitchell - batteria
- Buddy Miles - batteria in Room Full of Mirrors e Ezy Ryder
- Juma Sultan - percussioni

Sovraincisioni postume
- Bruce Gary - batteria in Room Full of Mirrors e Stepping Stone